# Вербовка (Городищенский район)
Вербо́вка (укр. Вербівка) — село в Городищенском районе Черкасской области Украины.

## История
В июле 1995 года Кабинет министров Украины утвердил решение о приватизации находившегося здесь сахарного завода.
Население по переписи 2001 года составляло 2028 человек.

## Местный совет
19531, Черкасская обл., Городищенский р-н, с. Вербовка, ул. Соловьёвых